# Домбровицька волость
Домбровицька волость (рос. дореф. Домбровицькая волость), або Дубровицька волость (рос. дореф. Дубровицькая волость) — адміністративно-територіальна одиниця Рівненського повіту Волинської губернії Російської імперії. Волосний центр — містечко Домбровиця.

## У складі Російської імперії

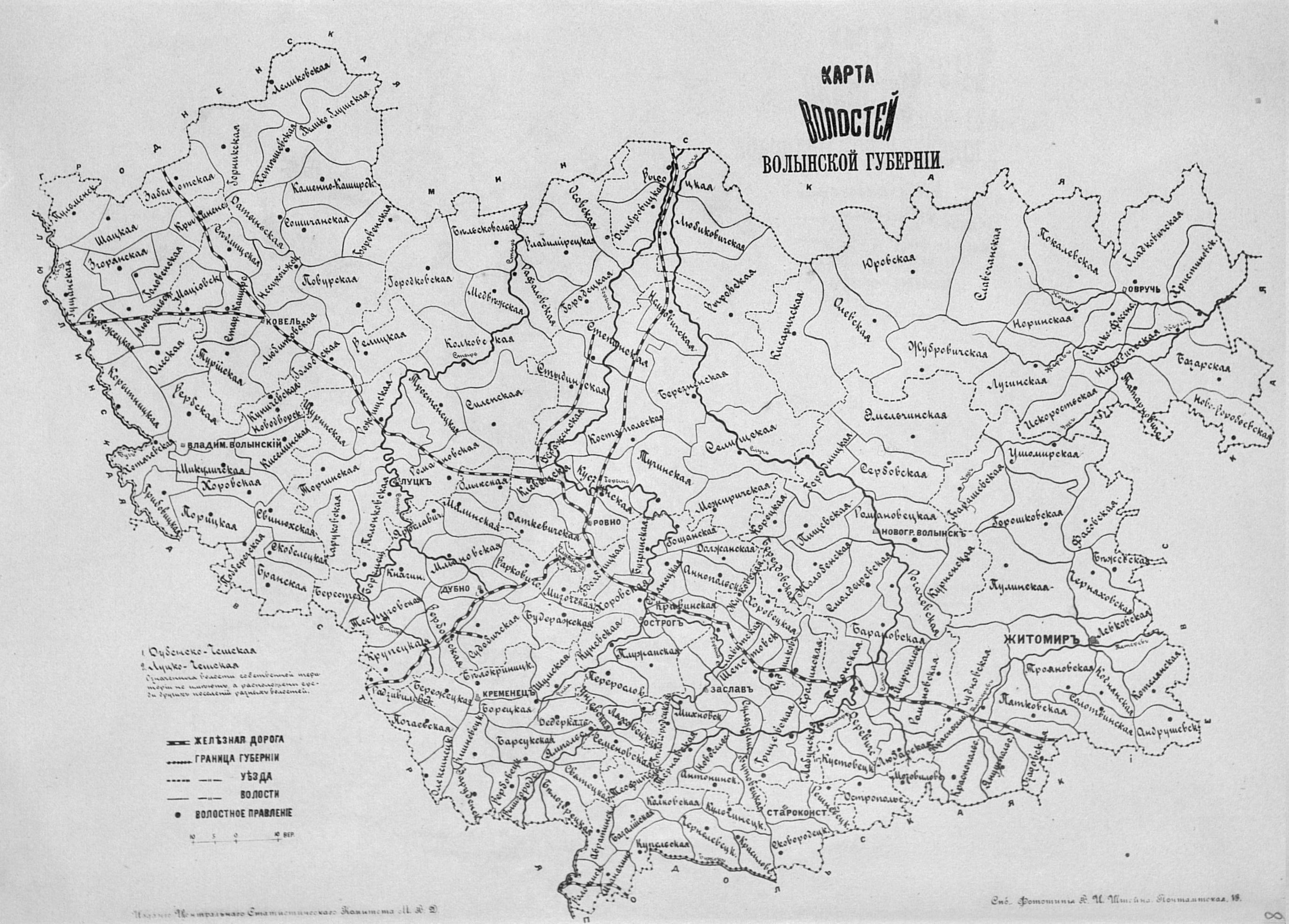
Мапа волостей Волинської губернії (1892)

Домбровицька волость входила до IV стану та до 2-ї судово-мирової ділянки Рівненського повіту Волинської губернії. На півночі волость межувала з Висоцькою волостю, на сході — з Любиковицькою волостю Рівненського повіту, на заході — з Осівською волостю (пізніше Бережницькою) Луцького повіту. У волость входило 8 сільських общин.
Станом на 1885 рік волость складалася з 16 поселень, 10 сільських общин. Населення — 8425 осіб (4178 чоловічої статі та 4247 — жіночої), 637 дворових господарства. Основні поселення волості на 1885 рік:
- Домбровиця — колишнє державне і власницьке містечко при річці Горинь за 140 верст від повітового міста, 2188 осіб, 204 двори; волосне правління; 2 православних церкви, костел, кладовищенська католицька каплиця, синагога, 2 єврейських молитовних будинки, школа, 3 постоялих вдори, 5 постоялих будинків, 47 лавок, 2 водяних млини, вітряк. За 3 версти — садиба Воробин із католицькою каплицею (домова), водяним млином, пивоварним та винокурним заводами. За 4 та 8 верст — цегельні заводи.
- Берестя — колишнє державне і власницьке село при річці Горинь, 625 осіб, 69 дворів, кладовищенська православна церква, постоялий будинок, водяний млин.
- Залішани — колишнє власницьке село при струмкові, 85 осіб, 11 дворів, православна церква.
- Селець — колишнє власницьке село при річці Горинь, 815 осіб, 86 дворів, православна церква, постоялий будинок, водяний млин.

Станом на 1890 рік у Домбровицькій волості налічувалося 16 поселень, 8 сільських общин, 1154 дворів і 6926 жителів. Волосним старшиною був Гнат Воротнюк, писарем — Феодосій Рабешко.
Станом на 1896 рік у Домбровицькій волості налічувалося 16 поселень (1 містечко, 15 сіл та інших поселень), 8 сільських общин, 1156 дворів і 7508 жителів. Старшиною волості був Андрій Ракович, писарем — Павло Хранчевський.
Станом на 1898 рік у Домбровицькій волості налічувалося 16 поселень (1 містечко, 15 сіл та інших поселень), 8 сільських общин, 1288 дворів і 7606 жителів. Старшиною волості був Андрій Ракович, писарем — Олександр Шмутківський.
Станом на 1900 рік у Домбровицькій волості налічувалося 23 поселення (1 містечко, 22 села та інших поселень), 8 сільських общин, 1550 дворів і 8379 жителів. Волосним старшиною був Григорій Пінчук, писарем — Віктор Сус.
У 1906 році у волості було 40 поселень: 1 містечко, 15 сіл, 4 фільварки, 9 урочищ і 11 пунктів лісової сторожі. Список населених пунктів волості у 1906 році:
| Назва       | Вид            | Дворів | Населення |
| ----------- | -------------- | ------ | --------- |
| Антонин     | фільварок      | 4      | 31        |
| Антонин     | лісова сторожа | 1      | 7         |
| Берестя     | село           | 148    | 994       |
| Вашкели     | лісова сторожа | 1      | 6         |
| Веревичка   | урочище        | 1      | 5         |
| Вовківня    | лісова сторожа | 1      | 8         |
| Вонячівка   | урочище        | 2      | 12        |
| Воробин     | фільварок      | 18     | 461       |
| В'язовець   | лісова сторожа | 1      | 7         |
| Грицьки     | село           | 54     | 357       |
| Домбровиця  | містечко       | 839    | 5459      |
| Дукарівська | урочище        | 2      | 21        |
| Залішани    | село           | 25     | 165       |
| Зарудів'я   | урочище        | 1      | 5         |
| Каравиця    | урочище        | 1      | 9         |
| Коростель   | лісова сторожа | 1      | 8         |
| Крупове     | село           | 69     | 571       |
| Літвиця     | село           | 53     | 371       |
| Мости       | урочище        | 1      | 5         |
| Мочулище    | село           | 64     | 521       |
| Мочулище    | фільварок      | 3      | 26        |
| Нивецьк     | село           | 54     | 376       |
| Нивецьк     | лісова сторожа | 1      | 13        |
| Нивецьк     | лісова сторожа | 1      | 9         |
| Нивецьк     | фільварок      | 3      | 37        |
| Орв'яниця   | село           | 220    | 1167      |
| Острівці    | село           | 38     | 239       |
| Острівці I  | лісова сторожа | 1      | 7         |
| Острівці II | лісова сторожа | 1      | 4         |
| Парослище   | урочище        | 1      | 7         |
| Піщанка     | лісова сторожа | 1      | 5         |
| Працюки     | село           | 16     | 103       |
| Пруд        | урочище        | 1      | 3         |
| П'ята       | урочище        | 1      | 5         |
| Селець      | село           | 221    | 1309      |
| Семенове    | село           | 48     | 430       |
| Сохи        | село           | 23     | 324       |
| Шепелі      | лісова сторожа | 1      | 8         |
| Ясенець     | село           | 33     | 165       |
| Яцулі       | село           | 15     | 105       |
| Разом       | Разом          | 1970   | 15 524    |

Станом на 1910 рік у Домбровицькій волості налічувалося 18 поселення (1 містечко, 17 сіл та інших поселень), 8 сільських общин, 2103 двори і 9861 житель. В. о. волосного старшини був Пінчук, писарем — А. Мельник.
Станом на 1913 рік у Домбровицькій волості налічувалося 42 поселення (1 містечко, 41 село та інших поселень), 8 сільських общин, 1490 дворів і 11 758 жителів. Волосним старшиною був Т. Пінчук, писарем — А. Мельник.
Станом на 1916 рік у Домбровицькій волості налічувалося 42 поселення (1 містечко, 41 село та інших поселень), 8 сільських общин, 1872 двори і 11 990 жителів. Старшиною волості був П. Пінчук, писарем — А. Мельников.

## У складі Польщі

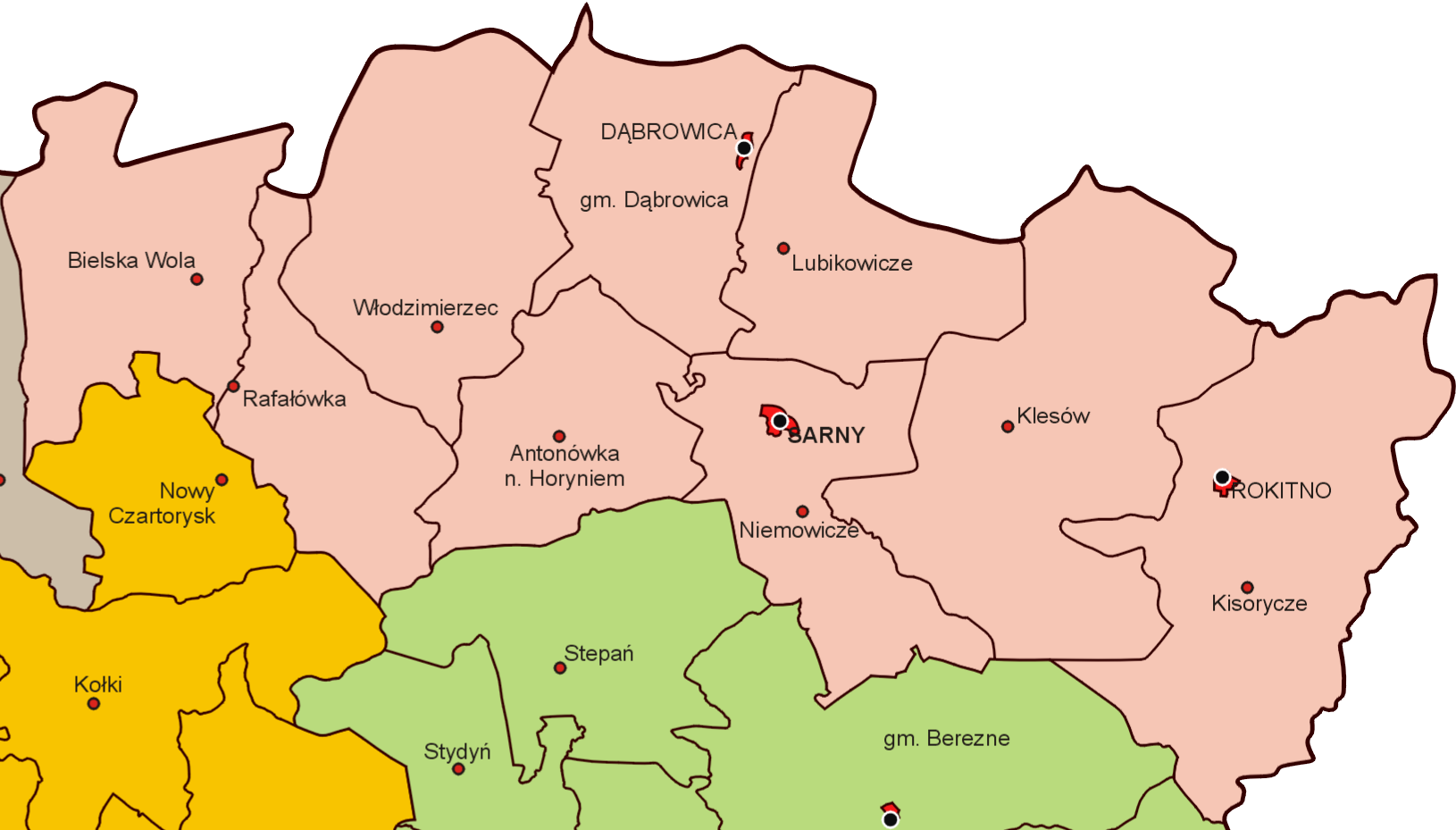
Дубровицька гміна у складі Сарненського повіту

Після захоплення Полісся поляками волость називали ґміна Домбровиця і включили до Сарненського повіту Поліського воєводства Польської республіки. Центром ґміни було село Домбровиця. Містечко Домбровиця утворювало окремо міську гміну.
За переписом населення Польщі 10 вересня 1921 року в гміні налічувалося 2072 будинки та 12 214 мешканців, з них: 5902 чоловіки та 6312 жінок; 11 198 православних (91,68 %), 701 римо-католик (5,74 %), 314 юдеїв (2,57 %) та 1 євангельський християнин; 10 438 українців (85,46 %), 765 поляків (6,26 %), 701 «тутейший» (5,74 %), 273 євреї (2,24 %), 17 білорусів, 15 росіян, 2 литовці, 2 шведи та 1 естонець. Станом на 1921 до гміни належало 48 населених пунктів (17 сіл, 3 хутори, 4 фільварки, 16 лісничівок, 3 цегельні, 1 селище, 1 смолярня, 1 тартак, 1 млинарське селище, 1 залізнична станція):
| Назва           | Вид                | Дворів | Населення |
| --------------- | ------------------ | ------ | --------- |
| Антонин         | фільварок          | 3      | 29        |
| Берестя         | село               | 215    | 1400      |
| Вервечка        | хутір              | 1      | 11        |
| Вигон           | лісничівка         | 1      | 4         |
| Вонячівка       | лісничівка         | 5      | 27        |
| Вонячівка       | смолярня           | 2      | 14        |
| Воробин         | фільварок          | 10     | 152       |
| Гать            | тартак             | 2      | 8         |
| Грицьки         | село               | 59     | 354       |
| Домбровиця      | село               | 641    | 3567      |
| Домбровиця      | залізнична станція | 641    | 3567      |
| Домбровиця      | цегельня           | -      | -         |
| Дукарівська     | цегельня           | -      | -         |
| Дукарівська I   | лісничівка         | 1      | 5         |
| Дукарівська II  | лісничівка         | 2      | 8         |
| Залішани        | село               | 40     | 211       |
| Заруче          | лісничівка         | 1      | 10        |
| Заріччя         | село               | 20     | 137       |
| Кадлубок        | лісничівка         | 1      | 5         |
| Каравиця        | лісничівка         | 1      | 9         |
| Кривиця         | село               | 56     | 304       |
| Кривиця         | лісничівка         | 56     | 304       |
| Кривиця         | цегельня           | 1      | 9         |
| Кривиця         | млинарське селище  | 1      | 5         |
| Крупове         | село               | 100    | 583       |
| Літвиця         | село               | 61     | 321       |
| Мочулище        | село               | 86     | 469       |
| Мочулище        | фільварок          | 3      | 12        |
| Мостки          | лісничівка         | 1      | 8         |
| Нивецьк         | село               | 56     | 363       |
| Нивецьк         | лісничівка         | 56     | 363       |
| Нивецьк         | фільварок          | 1      | 4         |
| Орв'яниця       | село               | 248    | 1457      |
| Острівці        | село               | 40     | 197       |
| Ошкела          | лісничівка         | 1      | 4         |
| Пасіка          | лісничівка         | -      | -         |
| П'ята           | лісничівка         | 1      | 6         |
| Працюки         | село               | 23     | 134       |
| Рівчаки         | хутір              | 1      | 2         |
| Садівна         | лісничівка         | 1      | 6         |
| Селець          | село               | 252    | 1572      |
| Смолярня        | селище             | 2      | 5         |
| Сохи            | село               | 54     | 324       |
| Сохи            | лісничівка         | -      | -         |
| Хутір Озерський | хутір              | 4      | 22        |
| Цегельня        | лісничівка         | 1      | -         |
| Яцулі           | село               | 18     | 100       |
| Ясенець         | село               | 55     | 356       |
| Разом           | Разом              | 2072   | 12 214    |

Розпорядженням Міністра внутрішніх справ Польщі від 23 березня 1928 року з ліквідованої ґміни Бережниця до ґміни Домбровіца передані населені пункти — містечко: Бережниця; села: Грані, Кураш, Осова, Ремчиці, Рудня, Соломіївка, Зульня; селища: Головенська і Обшар; колонії: Бережниця Нова, Білаші, Морги, Острів, Павлівка, Трипутня, Зажечина; хутір: Кіцині; фільварок: Адольфів.
16 грудня 1930 ґміна у складі Сарненського повіту була передана до Волинського воєводства.
Польською окупаційною владою на території ґміни велася державна програма будівництва польських колоній і заселення поляками. На 1936 рік ґміна складалася з 23 громад:
1. Берестя — село: Берестя, селище: Антонин та хутір: Шепель;
2. Бережниця — містечко: Бережниця;
3. Бережниця — село: Бережниця, хутори: Біляші, Монополь, Морги і Нова-Бережниця — село: Нова-Бережниця, колонія: Зарічиця, лісничівка: Зарічиця та гаївка: Зарічиця;
4. Домбровиця — село: Домбровиця, фільварок: Воробин та селище: Заріччя;
5. Грані — село: Грані та фільварок: Грані;
6. Грицьки — село: Грицьки;
7. Ясинець — село: Ясинець, лісничівки: Каравиця і Рівчаки та хутір: Садівне;
8. Крупове — село: Крупове, гаївка: Ошкела та лісничівка: Вовківня;
9. Кривиця — села: Кривиця і Залішани та залізнична станція: Кривиця;
10. Кураш — село: Кураш та фільварок: Кураш;
11. Літвиця — села: Літвиця і Яцулі, гаївки: Цегельня, Кадлубок і Заружі та лісничівка: Вонячівка;
12. Мочулище — село: Мочулище, фільварок: Мочулище, гаївки: Дукарівка, Хрести і Парослищі, урочище: Гать та хутір: Волище;
13. Нивецьк — село: Нивецьк, лісничівка: Нивецьк, селище: Озерське та гаївки: П'ята і Вервечка;
14. Орв'яниця — село: Орв'яниця;
15. Осова — село: Осова, колонія: Острів та хутір: Павлівка;
16. Працюки — село: Працюки;
17. Ремчиці — село: Ремчиці та хутори: Грабини, Кіцин, Клин, Липники, Масляничі, Невеселі і Підкрпище;
18. Рудня — село: Рудня, гаївки: Рудня і Деревок та лісничівка: Деревок;
19. Селець — село: Селець та гаївка: Попова Гора;
20. Сохи — село: Сохи;
21. Соломіївка — село: Соломіївка та селище: Адольфів;
22. Трипутня — село: Трипутня;
23. Зульня — село: Зульня.

Після радянської анексії західноукраїнських земель ґміна ліквідована у зв'язку з утворенням Дубровицького району.